# Nanette Milne

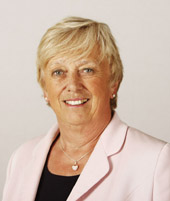
Nanette Milne

Nanette Milne (* 27. April 1942 in Aberdeen) ist eine schottische Politikerin und Mitglied der Conservative Party.
Milne besuchte die Aberdeen High School for Girls und studierte dann Medizin an der Universität Aberdeen, wo sie sich zur Anästhesistin ausbilden ließ. Nachdem sie in den 1970er Jahren eine Auszeit nahm, um ihre beiden Kinder aufzuziehen, war Milne als Teilzeitkraft in der Krebsforschung tätig.

## Politischer Werdegang
1974 trat Milne der Conservative Party bei und war zwischen 1989 und 1993 stellvertretende Vorsitzende des schottischen Ablegers. 1992 wurde sie für den Distrikt Cults in den Regionalrat von Aberdeen gewählt und 1995 in den Stadtrat. Erstmals trat Milne bei den ersten Schottischen Parlamentswahlen im Jahre 1999 zu Wahlen auf nationaler Ebene an. In ihrem Wahlkreis Aberdeen South erhielt sie mit 20,2 % den dritthöchsten Stimmenanteil und verpasste damit das Direktmandat. Da Milne nur auf dem fünften Rang der Regionalwahlliste der Conservative Party für die Wahlregion North East Scotland gesetzt war, wurde sie infolge des Wahlergebnisses auch nicht als eine der sieben Vertreter der Wahlregion in das neugeschaffene Schottische Parlament entsandt. Bei den Britischen Unterhauswahlen 2001 bewarb sie sich um das Direktmandat des Wahlkreises Gordon, erhielt aber nur die zweithöchste Stimmenanzahl hinter dem Liberaldemokraten Malcolm Bruce und verpasste damit den Einzug in das Britische Unterhaus. Bei den Schottischen Parlamentswahlen 2003 trat Milne als Nachfolger ihres Parteikollegen Alex Johnstone für den Wahlkreis Gordon an, konnte sich jedoch nicht gegen die Liberaldemokratin Nora Radcliffe durchsetzen. Auf der Regionalwahlliste der Konservativen für die Wahlregion North East Scotland nahm Milne den dritten Rang ein. Da die Konservativen auf Grund des Wahlergebnisses drei Kandidaten entsenden durften, zog Milne erstmals in das Schottische Parlament ein. 2005 wurde sie zur gesundheitspolitischen Sprecherin der Partei ernannt. In ihrem Wahlkreis Gordon erhielt sie bei den Parlamentswahlen 2007 die dritthöchste Stimmenanzahl, verteidigte jedoch als zweitplatzierte auf der Regionalwahlliste der Konservativen für North East Scotland ihr Listenmandat. Der Wahlkreis Gordon wurde im Zuge der Wahlkreisreform 2011 abgeschafft. Bei den Schottischen Parlamentswahlen 2011 bewarb sich Milne darum um das Direktmandat des neugeschaffenen Wahlkreises Aberdeenshire West. Milne erhielt hinter dem SNP-Politiker Dennis Robertson und dem Liberaldemokraten Mike Rumbles den drittgrößten Stimmenanteil, verteidigte jedoch ein weiteres Mal ihr Regionalmandat.